# Dia Internacional de Solidariedade com o Povo Palestino
O Dia Internacional da Solidariedade com o Povo Palestino é uma data comemorativa, instituída pelas Nações Unidas, para lembrar o aniversário da Resolução 181 da Assembleia Geral das Nações Unidas, de 29 de novembro de 1947, que aprovou, sem consulta aos habitantes locais, o Plano de Partição da Palestina. O Plano consistia na divisão da área do Mandato Britânico da Palestina em dois estados: um estado judeu e outro um estado árabe.
Nesse dia são realizadas comemorações, tanto na sede da ONU, em Nova Iorque, como nos escritórios da Organização, em Genebra e em Viena.
A comemoração é regulamentada por várias resoluções da Assembleia Geral, e atividades especiais são organizadas pela Secretaria da Divisão de Direitos Palestinos da ONU, em articulação com o Comitê para o Exercício dos Direitos Inalienáveis do Povo Palestino.